# 와타보우시

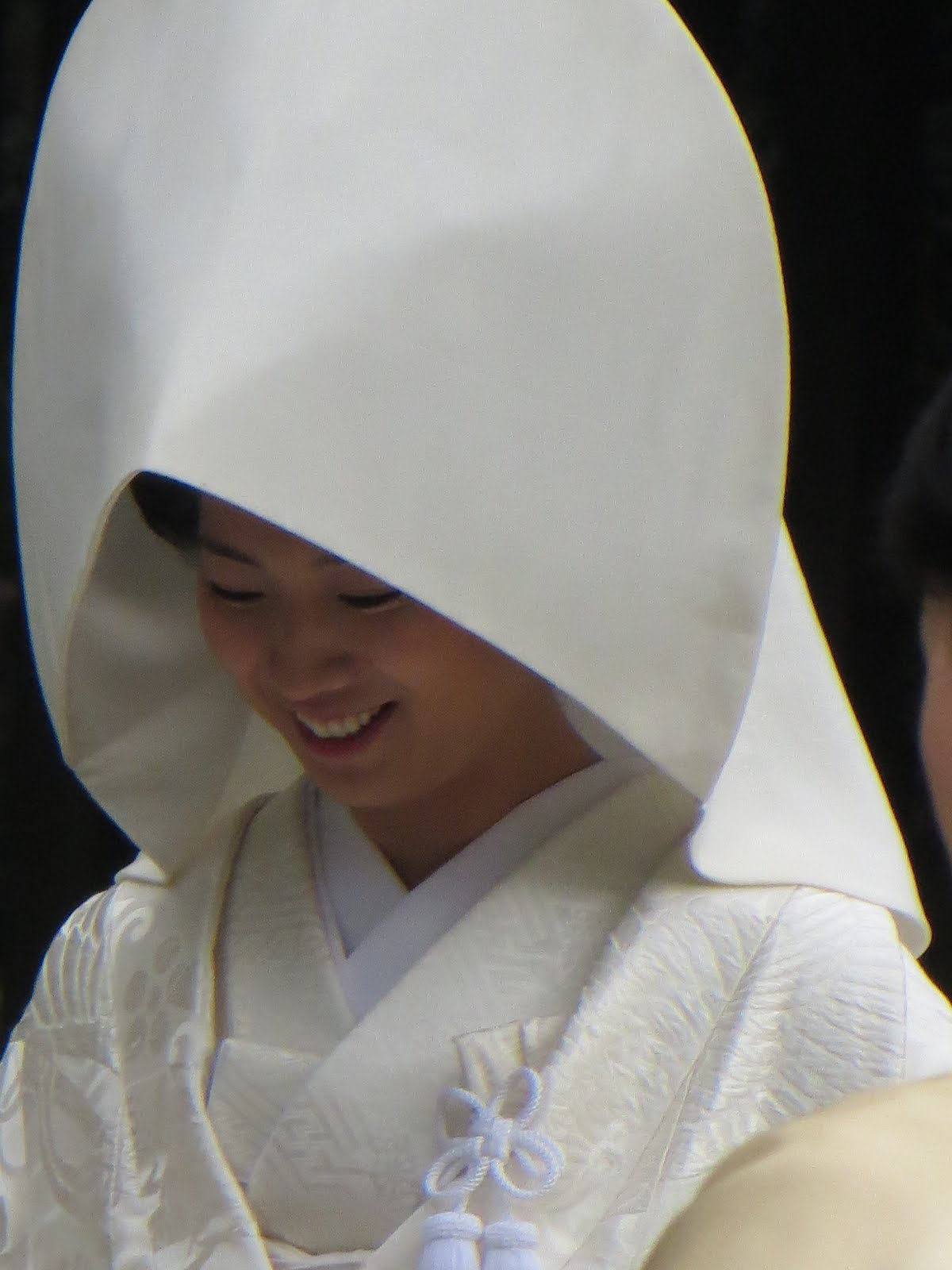

와타보우시(일본어: 綿帽子→면모자)는 일본 전통혼례식에서 신부가 다카시마다(올림머리)를 한 위에 머리 전체를 덮는 형태로 쓰는 하얀 주머니 모양의 쓰개다. 원래 풀솜을 가공해서 만드는 방한용구였으나, 나중에 혼례용 의상이 되었다.
쓰노카쿠시와 같은 용법이지만, 쓰노카쿠시가 색깔 있는 옷을 입고도 쓰는 반면에 와타보우시는 새하얀 복장하고만 함께 착용하는 것으로 여겨진다. 예식 때만 착용하고 피로연에서는 착용하지 않는다.